# Frankrijk op het Europees kampioenschap voetbal 2004
Frankrijk was een van landen die deelnam aan het Europees kampioenschap voetbal 2004 in Portugal. Het was de zesde deelname voor het land. Frankrijk werd in de kwartfinale uitgeschakeld door latere winnaar Griekenland.

## Kwalificatie
Frankrijk kende een uitstekende kwalificatiecampagne. Het team van Jacques Santini, die in juli 2002 bondscoach Roger Lemerre had opgevolgd, verloor geen enkele kwalificatiewedstrijd. De Europees kampioen van 2000 won bovendien meermaals met ruime cijfers. De aanvallers Thierry Henry, David Trezeguet en Sylvain Wiltord waren tijdens de kwalificatiecampagne goed voor elk zes doelpunten. Enkel de Sloveense spits Ermin Šiljak deed met zeven treffers beter. In 2003 werd Santini door de International Federation of Football History & Statistics (IFFHS) verkozen als de beste bondscoach ter wereld.

### Kwalificatieduels
| 7 september 2002  | Cyprus    | 1 – 2 | Frankrijk |
| 12 oktober 2002   | Frankrijk | 5 – 0 | Slovenië  |
| 16 oktober 2002   | Malta     | 0 – 4 | Frankrijk |
| 29 maart 2003     | Frankrijk | 6 – 0 | Malta     |
| 2 april 2003      | Israël    | 1 – 2 | Frankrijk |
| 6 september 2003  | Frankrijk | 5 – 0 | Cyprus    |
| 10 september 2003 | Slovenië  | 0 – 2 | Frankrijk |
| 11 oktober 2003   | Frankrijk | 3 – 0 | Israël    |

### Klassement groep 1
|   | Land      | Wed | W | G | V | DV | DT | DS  | Pnt |
| - | --------- | --- | - | - | - | -- | -- | --- | --- |
| 1 | Frankrijk | 8   | 8 | 0 | 0 | 29 | 2  | +27 | 24  |
| 2 | Slovenië  | 8   | 4 | 2 | 2 | 15 | 12 | +3  | 14  |
| 3 | Israël    | 8   | 2 | 3 | 3 | 9  | 11 | -2  | 9   |
| 4 | Cyprus    | 8   | 2 | 2 | 4 | 9  | 18 | -9  | 8   |
| 5 | Malta     | 8   | 0 | 1 | 7 | 5  | 24 | -19 | 1   |

## Het Europees kampioenschap

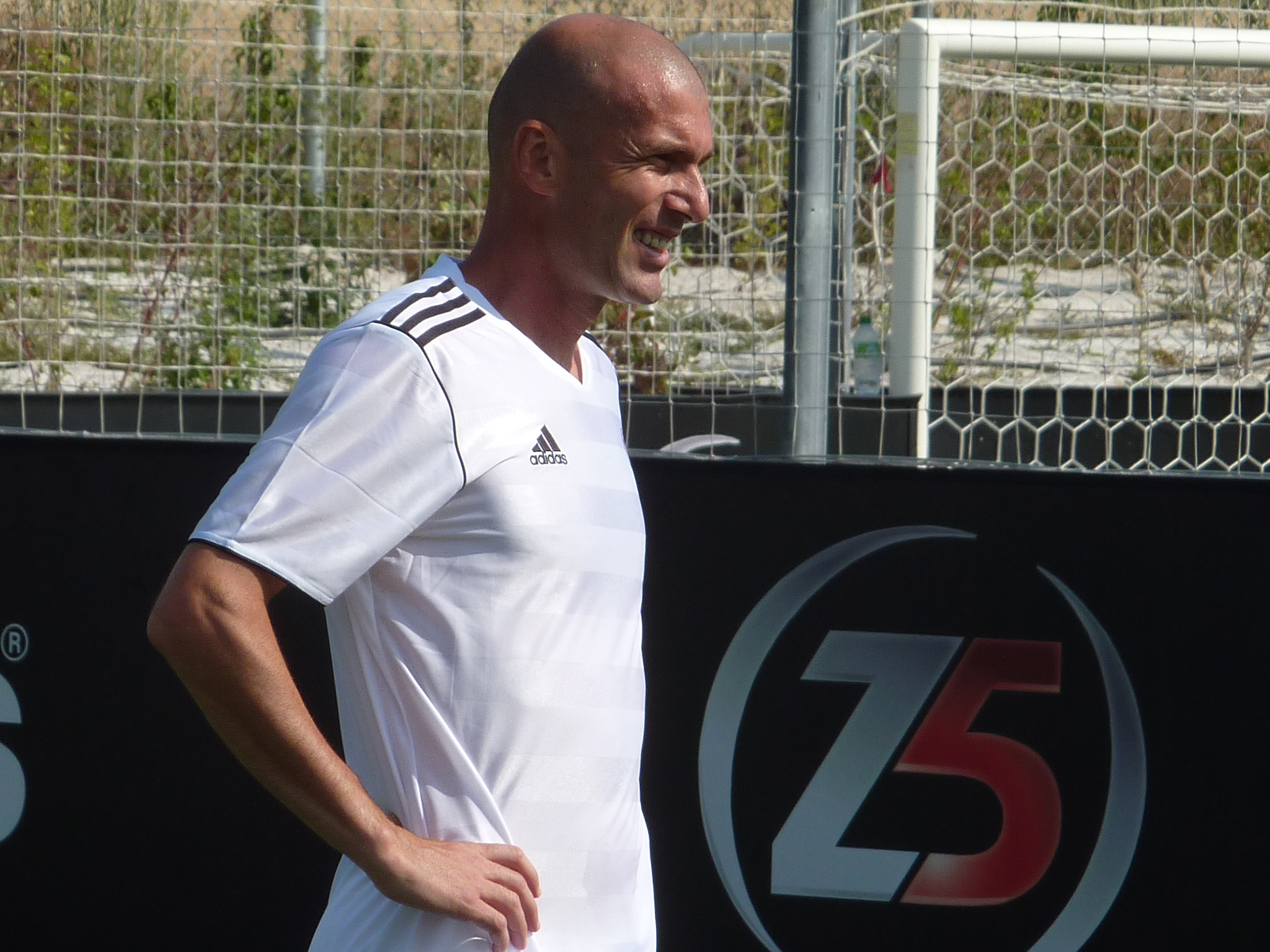
Zinédine Zidane werd tijdens het EK twee keer verkozen als man van de wedstrijd. Met drie doelpunten in vier wedstrijden was hij de uitblinker bij Frankrijk.

Op 30 november 2003 werd er in Lissabon geloot voor de groepsfase van het Euro 2004. Frankrijk werd ondergebracht in groep B, samen met Engeland, Kroatië en Zwitserland.
De Fransen startten het EK tegen Engeland. Bondscoach Santini koos voor zijn eerste basiself voor zes spelers die in de Premier League speelden. Desondanks was het Engeland dat in de eerste helft op voorsprong kwam via Frank Lampard: 0-1. In de tweede helft kregen de Engelsen een uitstekende kans om de voorsprong uit te diepen. Verdediger Mikaël Silvestre haalde zijn Manchester United-ploeggenoot Wayne Rooney onderuit, waarop de Duitse scheidsrechter Markus Merk de bal op de stip legde. Doelman Fabien Barthez stopte de strafschop. Een pijnlijke misser, want in de extra tijd bracht Zinédine Zidane zijn land op gelijke hoogte. De Franse spelverdeler krulde een vrijschop rechtstreeks in doel: 1-1. Een minuut later ging Steven Gerrard in de fout. Zijn terugspeelbal werd onderschept door Thierry Henry, die vervolgens door doelman David James onderuit werd gehaald. Merk legde bal opnieuw op de stip. Zidane zette de penalty om en bezorgde Frankrijk zo drie onverhoopte punten. Na afloop werd Zidane ook verkozen tot man van de wedstrijd.
In het tweede duel speelde Frankrijk gelijk tegen Kroatië. De Fransen kwam op voorsprong via een eigen doelpunt van Igor Tudor. De Kroatische verdediger verlengde een vrijschop van Zidane in doel: 0-1. Aan het begin van de tweede helft bracht Milan Rapaić de score opnieuw in evenwicht. De Kroaat zette een strafschop om: 1-1. Vier minuten later strafte aanvaller Dado Pršo slecht wegwerken van aanvoerder Marcel Desailly af. De Fransman trapte in zijn eigen strafschopgebied naast de bal, waardoor Pršo het leer voorbij Barthez kon knallen: 2-1. Na iets meer dan een uur spelen strafte David Trezeguet een slechte terugspeelbal af. Doelman Tomislav Butina werd onder druk gezet door de Franse spits, die de bal in het lege doel trapte: 2-2.
Voor het derde duel greep Santini terug naar de centrumverdedigers Lilian Thuram en Mikaël Silvestre, waardoor aanvoerder Desailly uit het elftal verdween. Frankrijk nam het in de laatste groepswedstrijd op tegen Zwitserland. Na twintig minuten opende Zidane de score. Hij kopte een hoekschop van Robert Pirès voorbij de te laat uitgekomen doelman Jörg Stiel: 0-1. Enkele minuten was de score opnieuw in evenwicht. De Zwitserse PSV-aanvaller Johan Vonlanthen strafte slecht uitverdedigen van de Fransen af met een lage schuiver: 1-1. In de 75e minuut liet Santini aanvaller Louis Saha invallen. De Franse spits verlengde meteen een lange bal tot bij Thierry Henry, die niet aarzelde en het leer in het Zwitserse doel prikte: 1-2. Enkele minuten later trof Henry opnieuw raak. De spits van Arsenal sneed naar binnen en trapte de bal in de korte hoek: 1-3. Ondanks de twee doelpunten van Henry was het Zidane die na afloop opnieuw verkozen werd tot man van de wedstrijd.
Door de zege werd Frankrijk groepswinnaar. Daardoor mocht het elftal van Santini het in de kwartfinale opnemen tegen Griekenland, de revelatie van het EK. De erg behoudend spelende Grieken kwamen na iets meer dan een uur op voorsprong. Aanvoerder Theodoros Zagorakis brak op de rechterflank door en verstuurde een voorzet richting Spits Angelos Charisteas, die het leer knap voorbij Barthez kopte: 0-1. Frankrijk ging nadien nog op zoek naar de gelijkmaker, maar de Grieken hielden stand en plaatsten zich voor de halve finale.
Na het EK ging bondscoach Santini aan de slag bij Tottenham Hotspur. Reeds voor het Europees toernooi had hij een contract ondertekend bij de Londense club.

### Uitrustingen
Sportmerk: Adidas
| Thuis | Uit | Doelman |

### Technische staf
| Naam             | Functie           |
| ---------------- | ----------------- |
| Technische staf  |                   |
| Jacques Santini  | Bondscoach        |
| Pierre Mankowski | Assistent-trainer |
| Bruno Martini    | Keeperstrainer    |
| Henri Émile      | Teammanager       |

### Selectie en statistieken
| Nr. | Naam                | Geboortedatum | GW |   |   |   |   |   |   | Club                | Positie(s) |
| --- | ------------------- | ------------- | -- | - | - | - | - | - | - | ------------------- | ---------- |
| 1   | Mickaël Landreau    | 14-05-1979    | 0  | 0 | 0 | 0 | 0 | 0 | 0 | FC Nantes           | GK         |
| 2   | Jean-Alain Boumsong | 14-12-1979    | 1  | 0 | 0 | 0 | 0 | 1 | 0 | Auxerre             | CB, RB     |
| 3   | Bixente Lizarazu    | 09-12-1969    | 3  | 0 | 0 | 0 | 0 | 0 | 0 | Bayern München      | LB         |
| 4   | Patrick Vieira      | 23-06-1976    | 3  | 0 | 1 | 0 | 0 | 0 | 0 | Arsenal             | CM, DM     |
| 5   | William Gallas      | 17-08-1977    | 4  | 0 | 0 | 0 | 0 | 1 | 2 | Chelsea             | CB, RB     |
| 6   | Claude Makélélé     | 18-02-1973    | 3  | 0 | 0 | 0 | 0 | 0 | 1 | Chelsea             | DM         |
| 7   | Robert Pirès        | 29-10-1973    | 4  | 0 | 1 | 0 | 0 | 1 | 2 | Arsenal             | LW, AM     |
| 8   | Marcel Desailly     | 07-09-1968    | 1  | 0 | 0 | 0 | 0 | 0 | 0 | Chelsea             | CB, DM     |
| 9   | Louis Saha          | 08-08-1978    | 2  | 0 | 1 | 0 | 0 | 2 | 0 | Manchester United   | CF         |
| 10  | Zinédine Zidane     | 23-06-1972    | 4  | 3 | 1 | 0 | 0 | 0 | 0 | Real Madrid         | AM         |
| 11  | Sylvain Wiltord     | 10-05-1974    | 3  | 0 | 0 | 0 | 0 | 2 | 1 | Arsenal             | LW, RW     |
| 12  | Thierry Henry       | 17-08-1977    | 4  | 2 | 1 | 0 | 0 | 0 | 0 | Arsenal             | CF, LW, RW |
| 13  | Mikaël Silvestre    | 09-08-1977    | 4  | 0 | 1 | 0 | 0 | 0 | 1 | Manchester United   | CB, LB     |
| 14  | Jérôme Rothen       | 31-03-1978    | 1  | 0 | 0 | 0 | 0 | 1 | 0 | AS Monaco           | CM, AM, LW |
| 15  | Lilian Thuram       | 01-01-1972    | 4  | 0 | 0 | 0 | 0 | 0 | 0 | Juventus            | RB, CB     |
| 16  | Fabien Barthez      | 28-06-1971    | 4  | 0 | 0 | 0 | 0 | 0 | 0 | Olympique Marseille | GK         |
| 17  | Olivier Dacourt     | 25-09-1974    | 3  | 0 | 1 | 0 | 0 | 1 | 2 | Arsenal             | CM, DM     |
| 18  | Benoît Pedretti     | 12-11-1980    | 1  | 0 | 0 | 0 | 0 | 1 | 0 | FC Sochaux          | CM, DM     |
| 19  | Willy Sagnol        | 18-03-1977    | 3  | 0 | 0 | 0 | 0 | 2 | 1 | Bayern München      | RB         |
| 20  | David Trezeguet     | 15-10-1977    | 4  | 1 | 0 | 0 | 0 | 0 | 2 | Juventus            | CF         |
| 21  | Steve Marlet        | 10-01-1974    | 0  | 0 | 0 | 0 | 0 | 0 | 0 | Olympique Marseille | CF, RW     |
| 22  | Sidney Govou        | 27-07-1979    | 0  | 0 | 0 | 0 | 0 | 0 | 0 | Olympique Lyon      | RW, LW, CF |
| 23  | Grégory Coupet      | 31-12-1972    | 0  | 0 | 0 | 0 | 0 | 0 | 0 | Olympique Lyon      | GK         |

### Wedstrijden

#### Klassement groep B
| Land           | Wed | Win | Gel | Ver | DS  | Pnt |
| -------------- | --- | --- | --- | --- | --- | --- |
| 1. Frankrijk   | 3   | 2   | 1   | 0   | 7-4 | 7   |
| 2. Engeland    | 3   | 2   | 0   | 1   | 8-4 | 6   |
| 3. Kroatië     | 3   | 0   | 2   | 1   | 4-6 | 2   |
| 4. Zwitserland | 3   | 0   | 1   | 2   | 1-6 | 1   |

#### Groepsfase
|                    |                            |         |             |                                                                                       |
| 13 juni 2004 19:45 | Frankrijk                  | 2 – 1   | Engeland    | Estádio da Luz, Lissabon Toeschouwers: 62.487 Scheidsrechter: Markus Merk (Duitsland) |
| 13 juni 2004 19:45 | Zidane 90+1', 90+3' (pen.) | Verslag | 38' Lampard | Estádio da Luz, Lissabon Toeschouwers: 62.487 Scheidsrechter: Markus Merk (Duitsland) |

| Frankrijk | Engeland |

| Frankrijk:      |    |                  |         |
|                 |    |                  |         |
| GK              | 16 | Fabien Barthez   |         |
| RB              | 5  | William Gallas   |         |
| CB              | 15 | Lilian Thuram    |         |
| CB              | 13 | Mikaël Silvestre | 72' 79' |
| LB              | 3  | Bixente Lizarazu |         |
| RM              | 7  | Robert Pirès     | 49' 76' |
| CM              | 4  | Patrick Vieira   |         |
| CM              | 6  | Claude Makélélé  | 90+4'   |
| LM              | 10 | Zinédine Zidane  |         |
| CF              | 20 | David Trezeguet  |         |
| CF              | 12 | Thierry Henry    |         |
| Wisselspelers:  |    |                  |         |
| FW              | 11 | Sylvain Wiltord  | 76'     |
| DF              | 19 | Willy Sagnol     | 79'     |
| MF              | 17 | Olivier Dacourt  | 90+4'   |
| Coach:          |    |                  |         |
| Jacques Santini |    |                  |         |

| Engeland:           |    |                 |         |
|                     |    |                 |         |
| GK                  | 1  | David James     | 90+2'   |
| RB                  | 2  | Gary Neville    |         |
| CB                  | 15 | Ledley King     |         |
| CB                  | 6  | Sol Campbell    |         |
| LB                  | 3  | Ashley Cole     |         |
| RM                  | 7  | David Beckham   |         |
| CM                  | 11 | Frank Lampard   | 71'     |
| CM                  | 4  | Steven Gerrard  |         |
| LM                  | 8  | Paul Scholes    | 54' 76' |
| CF                  | 9  | Wayne Rooney    | 76'     |
| CF                  | 10 | Michael Owen    | 69'     |
| Wisselspelers:      |    |                 |         |
| FW                  | 23 | Darius Vassell  | 69'     |
| MF                  | 18 | Owen Hargreaves | 76'     |
| FW                  | 21 | Emile Heskey    | 76'     |
| Coach:              |    |                 |         |
| Sven-Göran Eriksson |    |                 |         |

Man van de wedstrijd:

 Zinédine Zidane

|                    |                            |         |                                | |
| 17 juni 2004 19:45 | Kroatië                    | 2 – 2   | Frankrijk                      | Estádio Dr. Magalhães Pessoa, Leiria Toeschouwers: 29.160 Scheidsrechter: Kim Milton Nielsen (Denemarken) |
| 17 juni 2004 19:45 | Rapaić 48' (pen.) Pršo 52' | Verslag | 22' (e.d.) Tudor 64' Trezeguet | Estádio Dr. Magalhães Pessoa, Leiria Toeschouwers: 29.160 Scheidsrechter: Kim Milton Nielsen (Denemarken) |

| Kroatië | Frankrijk |

| Kroatië:       |    |                 |         |
|                |    |                 |         |
| GK             | 12 | Tomislav Butina |         |
| CB             | 13 | Dario Šimić     |         |
| CB             | 5  | Igor Tudor      | 39'     |
| CB             | 21 | Robert Kovač    | 64'     |
| RM             | 3  | Josip Šimunić   |         |
| RM             | 20 | Đovani Roso     | 61'     |
| CM             | 10 | Niko Kovač      |         |
| CM             | 22 | Nenad Bjelica   | 68'     |
| LM             | 7  | Milan Rapaić    | 87'     |
| CF             | 9  | Dado Pršo       |         |
| CF             | 11 | Tomo Šokota     | 73'     |
| Wisselspelers: |    |                 |         |
| MF             | 15 | Jerko Leko      | 68' 78' |
| FW             | 18 | Ivica Olić      | 73'     |
| FW             | 19 | Ivica Mornar    | 87'     |
| Coach:         |    |                 |         |
| Otto Barić     |    |                 |         |

| Frankrijk:      |    |                  |         |
|                 |    |                  |         |
| GK              | 16 | Fabien Barthez   |         |
| RB              | 5  | William Gallas   | 81'     |
| CB              | 15 | Lilian Thuram    |         |
| CB              | 8  | Marcel Desailly  |         |
| LB              | 13 | Mikaël Silvestre |         |
| RM              | 11 | Sylvain Wiltord  | 70'     |
| CM              | 17 | Olivier Dacourt  | 60' 79' |
| CM              | 4  | Patrick Vieira   | 32'     |
| LM              | 10 | Zinédine Zidane  |         |
| CF              | 20 | David Trezeguet  |         |
| CF              | 12 | Thierry Henry    |         |
| Wisselspelers:  |    |                  |         |
| MF              | 7  | Robert Pirès     | 70'     |
| MF              | 18 | Benoît Pedretti  | 79'     |
| DF              | 19 | Willy Sagnol     | 81'     |
| Coach:          |    |                  |         |
| Jacques Santini |    |                  |         |

Man van de wedstrijd:

 Dado Pršo

|                    |                |         |                           |                                                                                                  |
| 21 juni 2004 19:45 | Zwitserland    | 1 – 3   | Frankrijk                 | Estádio Cidade de Coimbra, Coimbra Toeschouwers: 28.111 Scheidsrechter: Ľuboš Micheľ (Slowakije) |
| 21 juni 2004 19:45 | Vonlanthen 26' | Verslag | 20' Zidane 76', 84' Henry | Estádio Cidade de Coimbra, Coimbra Toeschouwers: 28.111 Scheidsrechter: Ľuboš Micheľ (Slowakije) |

| Zwitserland | Frankrijk |

| Zwitserland:   |    |                   |         |
|                |    |                   |         |
| GK             | 1  | Jörg Stiel        |         |
| RB             | 4  | Stéphane Henchoz  | 85'     |
| CB             | 5  | Murat Yakin       |         |
| CB             | 20 | Patrick Müller    |         |
| LB             | 17 | Christoph Spycher |         |
| RM             | 7  | Ricardo Cabanas   |         |
| CM             | 6  | Johann Vogel      |         |
| LM             | 8  | Raphaël Wicky     | 66'     |
| AM             | 15 | Daniel Gygax      | 85'     |
| AM             | 10 | Hakan Yakin       | 43' 60' |
| CF             | 22 | Johan Vonlanthen  |         |
| Wisselspelers: |    |                   |         |
| MF             | 18 | Benjamin Huggel   | 60' 75' |
| DF             | 14 | Ludovic Magnin    | 85'     |
| FW             | 21 | Milaim Rama       | 85'     |
| Coach:         |    |                   |         |
| Köbi Kuhn      |    |                   |         |

| Frankrijk:      |    |                     |           |
|                 |    |                     |           |
| GK              | 16 | Fabien Barthez      |           |
| RB              | 19 | Willy Sagnol        | 46'       |
| CB              | 15 | Lilian Thuram       |           |
| CB              | 13 | Mikaël Silvestre    |           |
| LB              | 3  | Bixente Lizarazu    |           |
| RM              | 10 | Zinédine Zidane     |           |
| CM              | 4  | Patrick Vieira      |           |
| CM              | 6  | Claude Makélélé     |           |
| LM              | 7  | Robert Pirès        |           |
| CF              | 20 | David Trezeguet     | 75'       |
| CF              | 12 | Thierry Henry       | 47'       |
| Wisselspelers:  |    |                     |           |
| DF              | 5  | William Gallas      | 46' 90+2' |
| FW              | 9  | Louis Saha          | 75'       |
| DF              | 2  | Jean-Alain Boumsong | 90+2'     |
| Coach:          |    |                     |           |
| Jacques Santini |    |                     |           |

Man van de wedstrijd:

 Zinédine Zidane

#### Kwartfinale
|                    |           |         |                |                                                                                            |
| 25 juni 2004 19:45 | Frankrijk | 0 – 1   | Griekenland    | Estádio José Alvalade, Lissabon Toeschouwers: 45.390 Scheidsrechter: Anders Frisk (Zweden) |
| 25 juni 2004 19:45 |           | Verslag | 64' Charisteas | Estádio José Alvalade, Lissabon Toeschouwers: 45.390 Scheidsrechter: Anders Frisk (Zweden) |

| Frankrijk | Griekenland |

| Frankrijk:      |    |                  |         |
|                 |    |                  |         |
| GK              | 16 | Fabien Barthez   |         |
| RB              | 5  | William Gallas   |         |
| CB              | 15 | Lilian Thuram    |         |
| CB              | 13 | Mikaël Silvestre |         |
| LB              | 3  | Bixente Lizarazu |         |
| RM              | 10 | Zinédine Zidane  | 44      |
| CM              | 17 | Olivier Dacourt  | 72'     |
| CM              | 6  | Claude Makélélé  |         |
| LM              | 7  | Robert Pirès     | 79'     |
| CF              | 20 | David Trezeguet  | 72'     |
| CF              | 12 | Thierry Henry    |         |
| Wisselspelers:  |    |                  |         |
| FW              | 11 | Sylvain Wiltord  | 72'     |
| FW              | 9  | Louis Saha       | 72' 86' |
| MF              | 14 | Jérôme Rothen    | 79'     |
| Coach:          |    |                  |         |
| Jacques Santini |    |                  |         |

| Griekenland:   |    |                      |     |
|                |    |                      |     |
| GK             | 1  | Antonios Nikopolidis |     |
| RB             | 2  | Giourkas Seitaridis  |     |
| CB             | 5  | Traianos Dellas      |     |
| CB             | 19 | Michalis Kapsis      |     |
| LB             | 14 | Takis Fyssas         |     |
| RM             | 6  | Angelos Basinas      | 85' |
| CM             | 21 | Kostas Katsouranis   |     |
| LM             | 20 | Giorgos Karagounis   | 6'  |
| AM             | 7  | Theodoros Zagorakis  | 50' |
| AM             | 11 | Demis Nikolaidis     | 61' |
| CF             | 9  | Angelos Charisteas   |     |
| Wisselspelers: |    |                      |     |
| MF             | 23 | Vassilis Lakis       | 61' |
| MF             | 10 | Vassilios Tsiartas   | 85' |
| Coach:         |    |                      |     |
| Otto Rehhagel  |    |                      |     |

Man van de wedstrijd:

 Angelos Charisteas

## Afbeeldingen

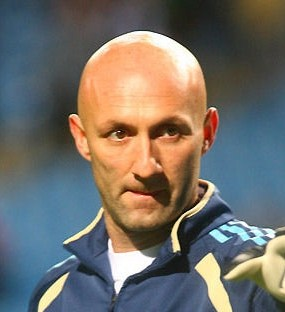
Fabien Barthez (doelman)
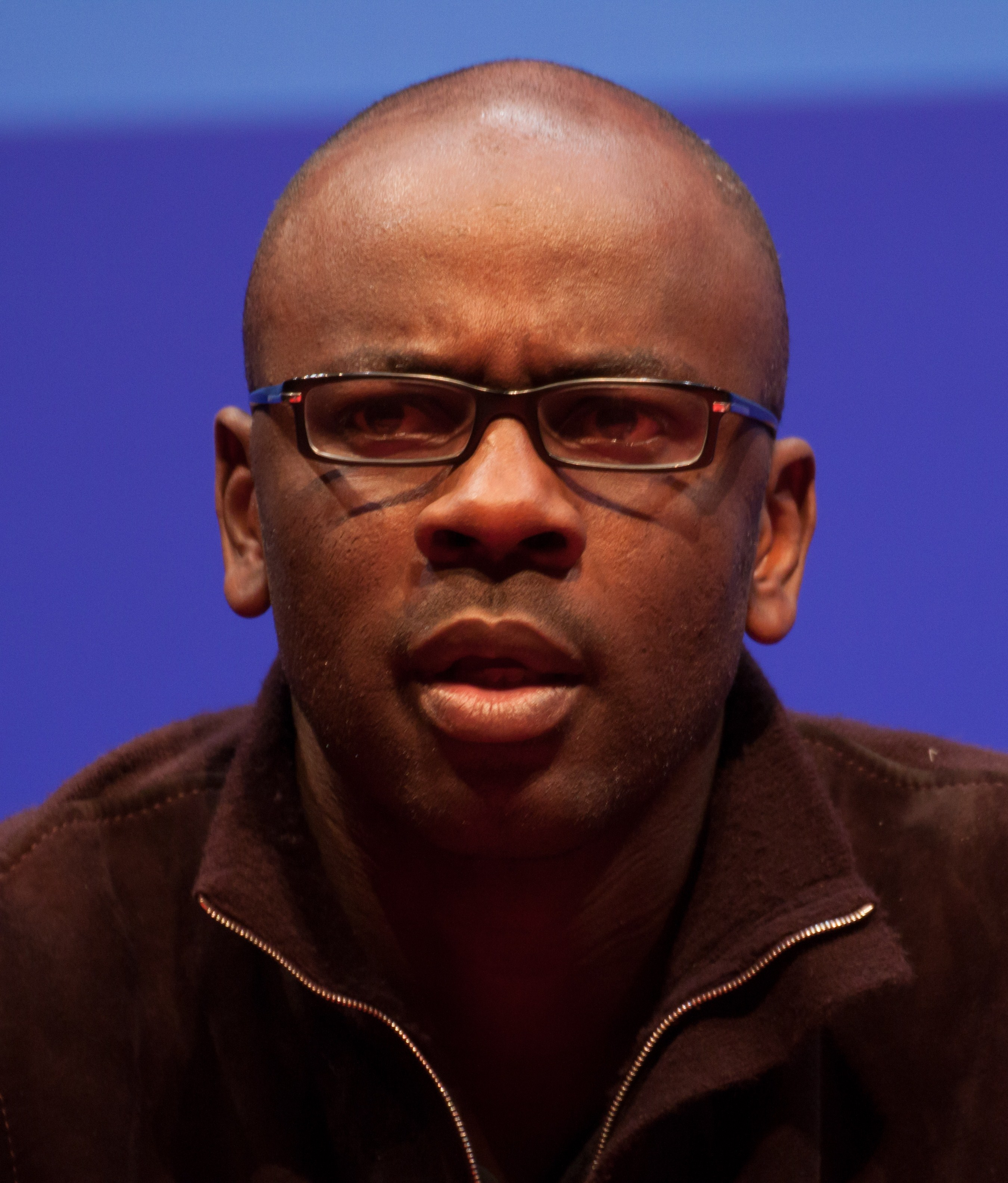
Lilian Thuram (verdediger)
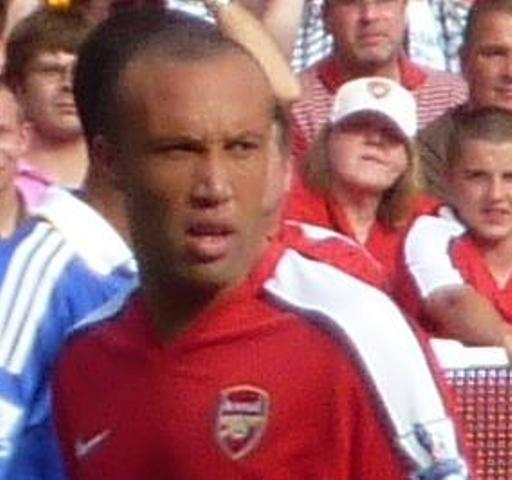
Mikaël Silvestre (verdediger)
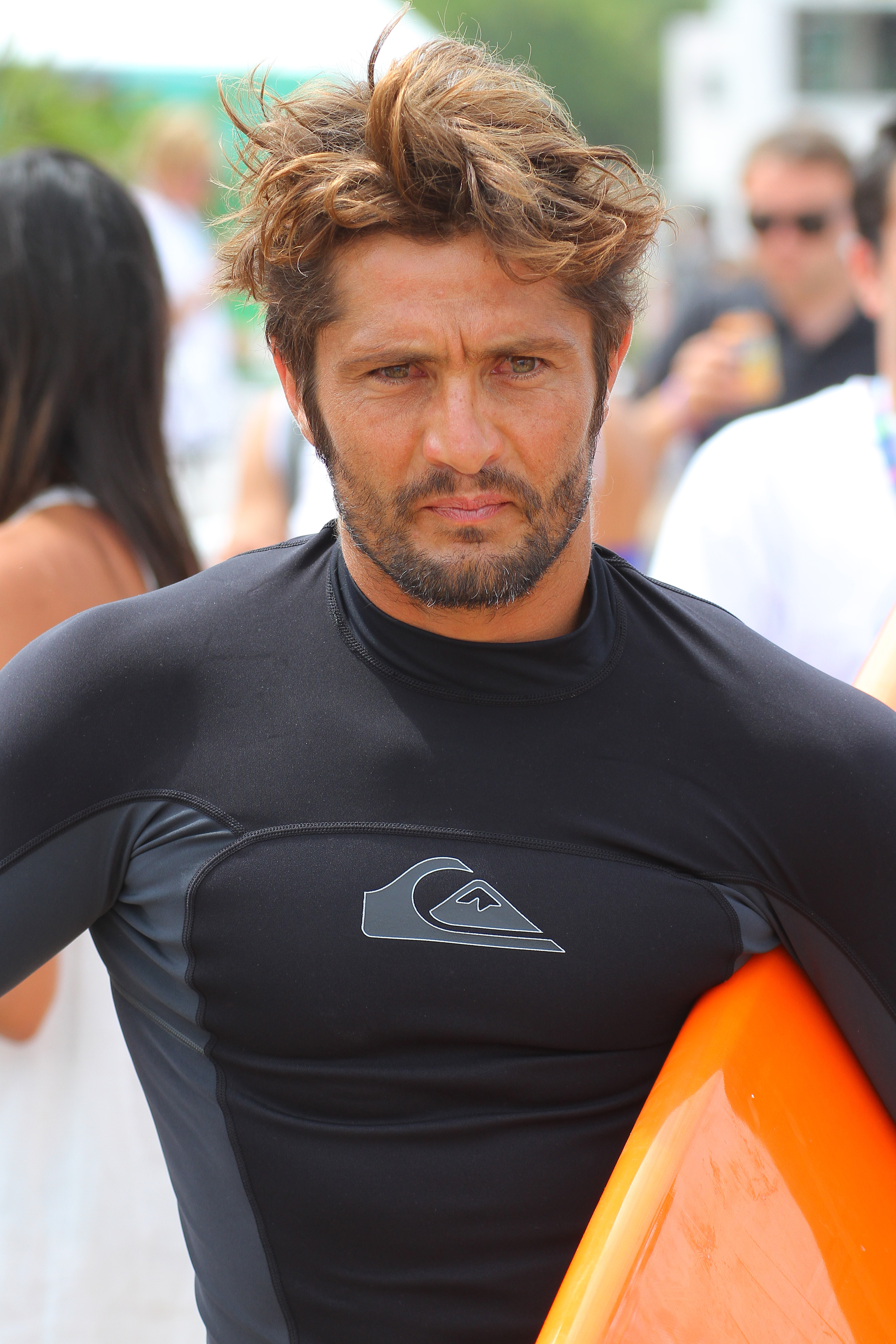
Bixente Lizarazu (verdediger)
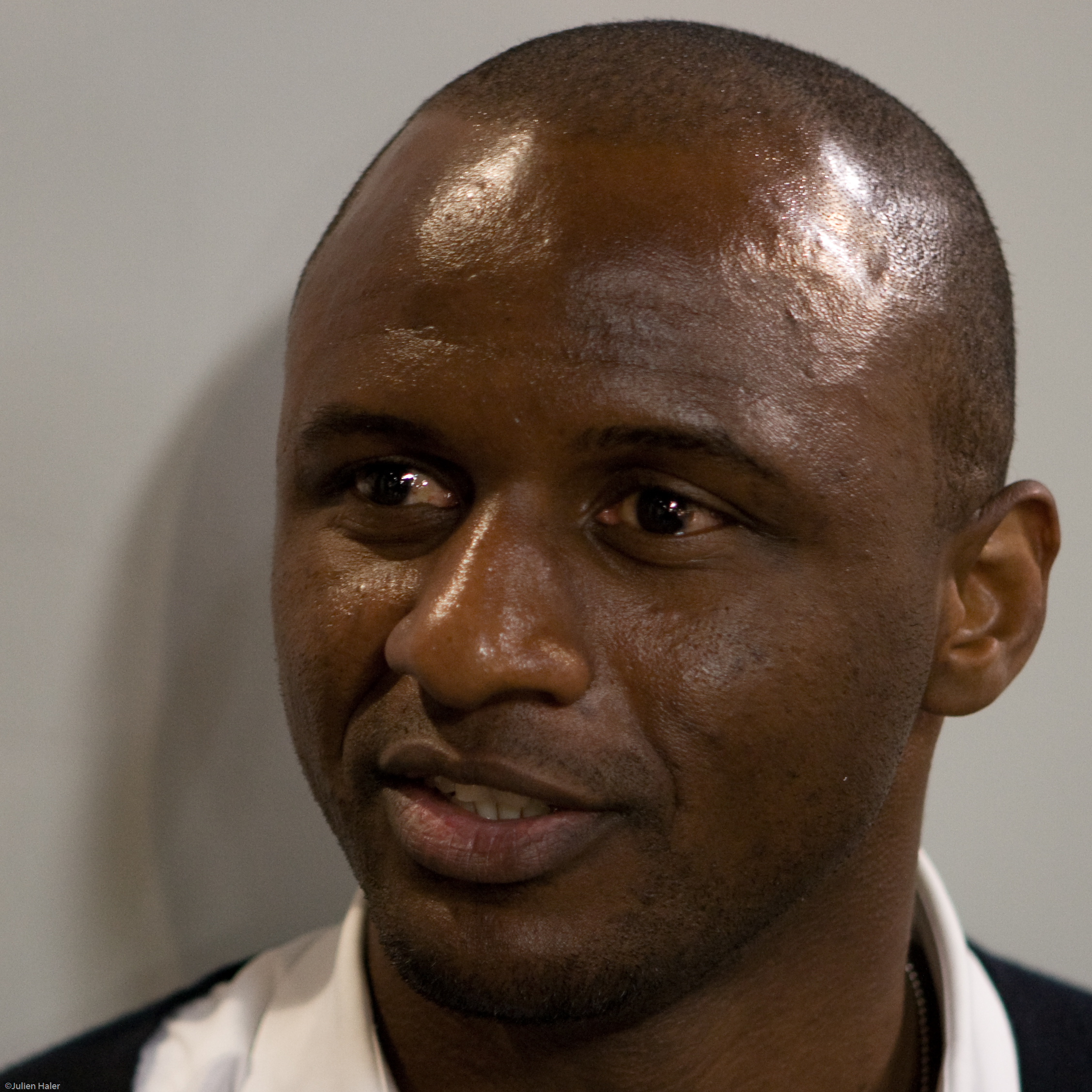
Patrick Vieira (middenvelder)
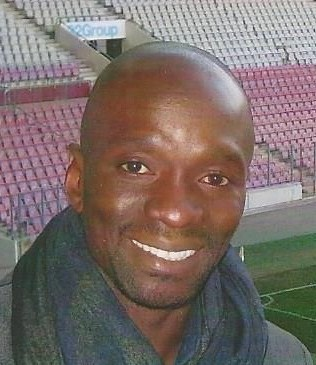
Claude Makélélé (middenvelder)
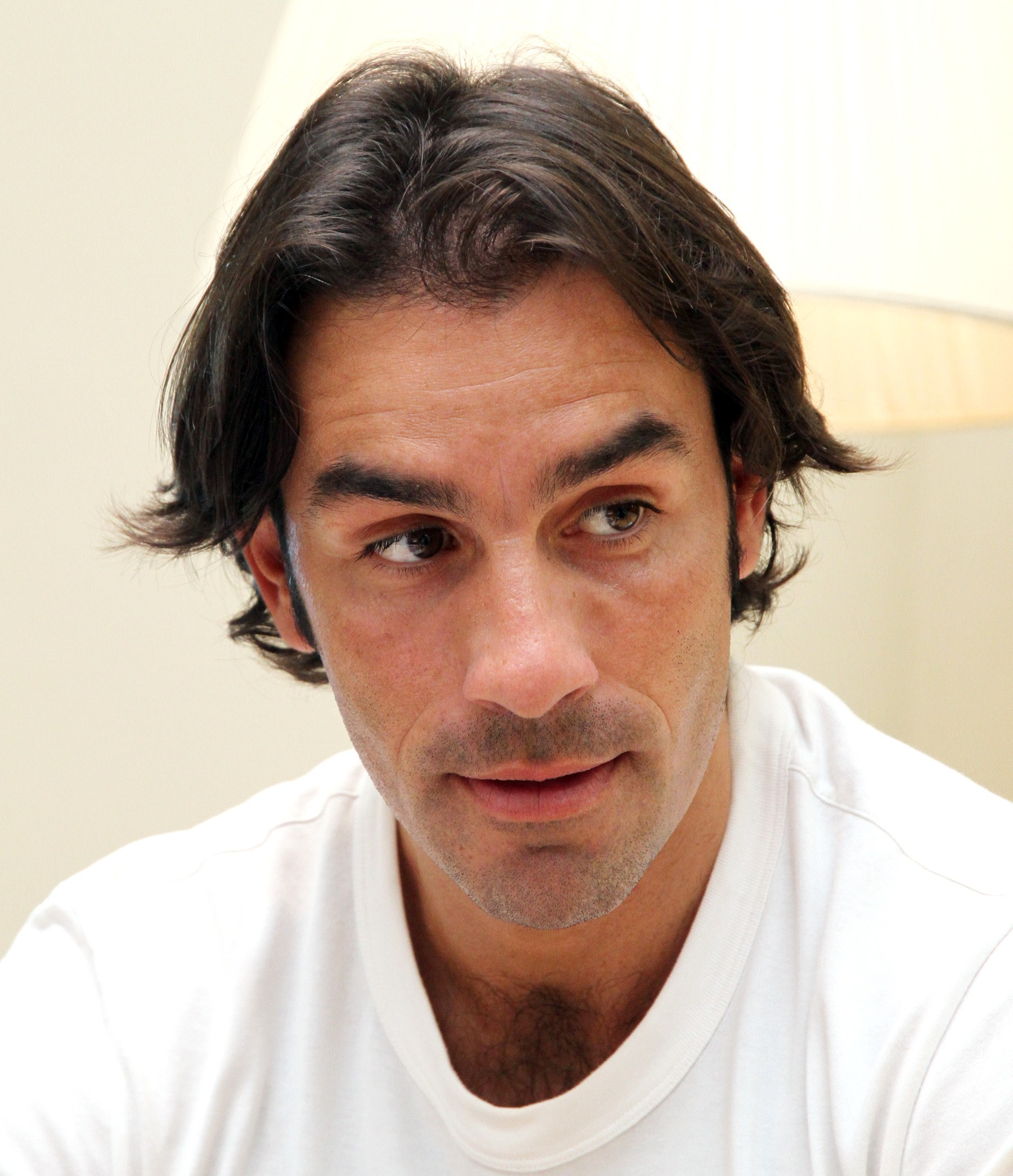
Robert Pirès (middenvelder)
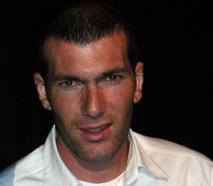
Zinédine Zidane (middenvelder)
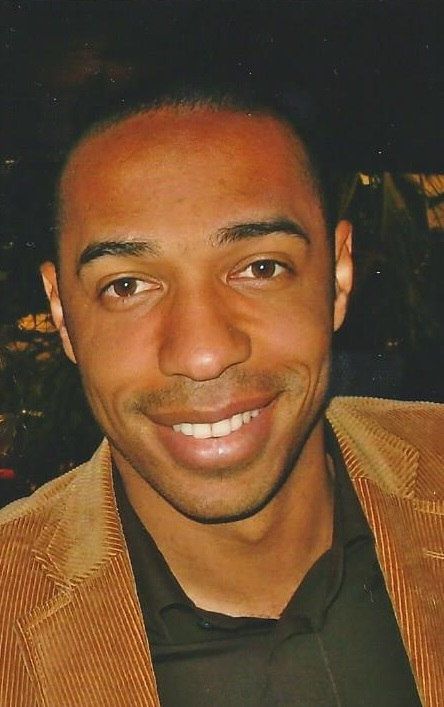
Thierry Henry (aanvaller)
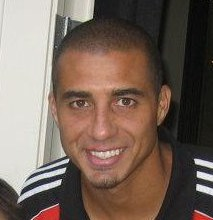
David Trezeguet (aanvaller)

FFF · A-internationals · Selecties · Bondscoaches · Frans vrouwenelftal · Olympisch elftal · Frankrijk U21 · Frankrijk U20 · Frankrijk U19 · Frankrijk U18 · Frankrijk U17 · Frankrijk U16 · Vrouwen U17
1904 – 1919 ·
1920 – 1929 ·
1930 – 1939 ·
1940 – 1949 ·
1950 – 1959 ·
1960 – 1969 ·
1970 – 1979 ·
1980 – 1989 ·
1990 – 1999 ·
2000 – 2009 ·
2010 – 2019 ·
2020 – 2029
EK's: 1984 · 
1992 · 
1996 · 
2000 · 
2004 · 
2008 · 
2012 · 
2016 · 
2020 · 
2024
WK's: 1930 · 
1934 · 
1938 · 
1954 · 
1958 · 
1966 · 
1978 · 
1982 · 
1986 · 
1998 · 
2002 · 
2006 · 
2010 · 
2014 · 
2018 · 
2022
OS: 1900 · 
1908 · 
1920 · 
1924 · 
1948 · 
1952 · 
1960 · 
1968 · 
1976 · 
1984 · 
1996 · 
2020
1904 · 
1905 · 
1906 · 
1907 · 
1908 · 
1909 · 
1910 · 
1911 · 
1912 · 
1913 · 
1914 · 
1915 · 1916 · 1917 · 1918 · 
1919 · 
1920 · 
1921 · 
1922 · 
1923 · 
1924 · 
1925 · 
1926 · 
1927 · 
1928 · 
1929 · 
1930 · 
1931 · 
1932 · 
1933 · 
1934 · 
1935 · 
1936 · 
1937 · 
1938 · 
1939 · 
1940 · 1941  · 
1942 · 
1943 · 1944  · 
1945 · 
1946 · 
1947 · 
1948 · 
1949 · 
1950 · 
1951 · 
1952 · 
1953 · 
1954 · 
1955 · 
1956 · 
1957 · 
1958 · 
1959 ·
1960 · 
1961 · 
1962 · 
1963 · 
1964 · 
1965 · 
1966 · 
1967 · 
1968 · 
1969 ·
1970 · 
1971 · 
1972 · 
1973 · 
1974 · 
1975 · 
1976 · 
1977 · 
1978 · 
1979 ·
1980 · 
1981 · 
1982 · 
1983 · 
1984 · 
1985 · 
1986 · 
1987 · 
1988 · 
1989 · 
1990 · 
1991 · 
1992 · 
1993 · 
1994 · 
1995 · 
1996 · 
1997 · 
1998 · 
1999 · 
2000 · 
2001 · 
2002 · 
2003 · 
2004 · 
2005 · 
2006 · 
2007 · 
2008 · 
2009 · 
2010 · 
2011 · 
2012 · 
2013 · 
2014 · 
2015 · 
2016 · 
2017 · 
2018 ·
2019 ·
2020 ·
2021 ·
2022 ·
2023
Albanië ·
Algerije ·
Andorra ·
Argentinië ·
Armenië ·
Australië ·
Azerbeidzjan ·
België ·
Bolivia ·
Bosnië en Herzegovina ·
Brazilië ·
Bulgarije ·
Canada ·
Chili ·
China ·
Colombia ·
Costa Rica ·
Cyprus ·
Denemarken ·
Duitse Democratische Republiek ·
Duitsland ·
Ecuador ·
Egypte ·
Engeland ·
Estland ·
Faeröer ·
Finland ·
Georgië ·
Gibraltar ·
Griekenland ·
Honduras ·
Hongarije ·
Ierland ·
IJsland ·
Iran ·
Israël ·
Italië ·
Ivoorkust ·
Jamaica ·
Japan ·
Joegoslavië ·
Kameroen ·
Kazachstan ·
Koeweit ·
Kroatië ·
Letland ·
Litouwen ·
Luxemburg ·
Malta ·
Marokko ·
Mexico ·
Moldavië ·
Nederland ·
Nieuw-Zeeland ·
Nigeria ·
Noord-Ierland ·
Noorwegen ·
Oekraïne ·
Oostenrijk ·
Paraguay ·
Peru · 
Polen ·
Portugal ·
Roemenië ·
Rusland ·
Saoedi-Arabië ·
Schotland ·
Senegal ·
Servië ·
Slovenië ·
Slowakije ·
Sovjet-Unie ·
Spanje ·
Togo ·
Tsjechië ·
Tsjecho-Slowakije ·
Tunesië ·
Turkije ·
Uruguay ·
Verenigde Staten ·
Wales ·
Wit-Rusland ·
Zuid-Afrika ·
Zuid-Korea ·
Zweden ·
Zwitserland
Albanië (2016) ·
Argentinië (2018) ·
Argentinië (2022) ·
Australië (2018) · 
België (1904) · 
België (2018) · 
Brazilië (1998) · 
Brazilië (2006) · 
Denemarken (2002) · 
Denemarken (2018) ·
Duitsland (2014) · 
Duitsland (2021) · 
Ecuador (2014) · 
Engeland (1982) · 
Engeland (2012) · 
Engeland (2022) ·
Honduras (2014) · 
Hongarije (2021) · 
Italië (2000) · 
Italië (2006) · 
Italië (2008) · 
Japan (2001) · 
Kameroen (2003) · 
Koeweit (1982) · 
Kroatië (2018) · 
Marokko (2022) ·
Mexico (2010) · 
Nederland (2008) · 
Nigeria (2014) ·
Noord-Ierland (1982) · 
Oekraïne (2012) · 
Oostenrijk (1982) · 
Peru (2018) · 
Polen (1982) · 
Polen (2022) ·
Portugal (2006) · 
Portugal (2016) ·
Portugal (2021) ·
Roemenië (2008) ·
Roemenië (2016) ·
Senegal (2002) · 
Spanje (1984) ·
Spanje (2006) ·
Spanje (2012) ·
Spanje (2021) ·
Togo (2006) ·
Tsjecho-Slowakije (1982) ·
Uruguay (2002) ·
Uruguay (2010) ·
Uruguay (2018) ·
Zuid-Afrika (2010) ·
Zuid-Korea (2006) ·
Zweden (2012) ·
Zwitserland (2006) ·
Zwitserland (2014) ·
Zwitserland (2016) ·
Zwitserland (2021)